# May Wedderburn Cannan
May Wedderburn Cannan (ur. 1893, zm. 1973) – poetka angielska.

## Życiorys
May Wedderburn Cannan urodziła się 14 października 1893 w Oksfordzie w rodzinie inteligenckiej. Była środkową z trzech córek Charlesa Cannana i jego żony Mary Wedderburn. Jej ojciec był uczonym i wydawcą. W 1911, jako osiemnastolatka, May Wedderburn Cannan dołączyła do Voluntary Aid Detachment Czerwonego Krzyża. W czasie I wojny światowej pracowała jako wolontariuszka, między innymi we Francji. W 1923 poślubiła Percivala Jamesa Slatera. Zrażona negatywną reakcją męża na zamiar opublikowania książki, porzuciła pisanie. Miała syna, Jamesa Cannana Slatera. Zmarła na atak serca 11 grudnia 1973. 

## Twórczość
May Wedderburn Cannan wydała trzy tomiki poetyckie In War Time (1917), The Splendid Days (1919, dedykowany jej narzeczonemu Bevilowi Quiller-Couchowi, który zmarł na grypę w czasie epidemii w 1919, i The House of Hope (1923). 
Wiersze i listy poetki zostały wydane w 2000 pod tytułem The Tears of War: the Love Story of a Young Poet and a War Hero. Liryki May Wedderburn Cannan zostały włączone do wielu antologii, w tym między innymi do zredagowanego przez Philipa Larkina tomu The Oxford Book of Twentieth Century English Verse (1973). Jej na wpół autobiograficzna powieść The Lonely Generation ukazała się w 1934. Do najbardziej znanych utworów poetki należą After the War, August 1914 i Rouen.